# باشگاه ورزشی چین جنوبی
انجمن ورزشی جنوب چین (مشهور به جنوب چین, SCAA, چینی سنتی: 南華體育會) یک تیم حرفه‌ای فوتبال است که در بازی‌های تیمش را در ورزشگاه ورزشگاه هنگ کنگ انجام می‌دهد. این تیم در بالاترین سطح لیگ برتر فوتبال هنگ کنگ بازی می‌کند.
به این تیم لقب‌هایی مانند: «معبد شائولین» و «کارولاینرز» داده‌اند. انجمن ورزشی جنوب چین بسیاری از بزرگان فوتبال هنگ کنگ را در طول سال‌ها معرفی کرده‌است. در نوامبر سال ۲۰۰۷ این باشگاه همکاری خود را با مؤسسه خیریه صلیب سرخ هنگ کنگ آغاز کرد. این همکاری یکی از نخستین همکاری‌ها بین یک انجمن ورزشی و یک سازمان بشردوستانه در هنگ کنگ است.

## تاریخچه

### تاریخ اولیه

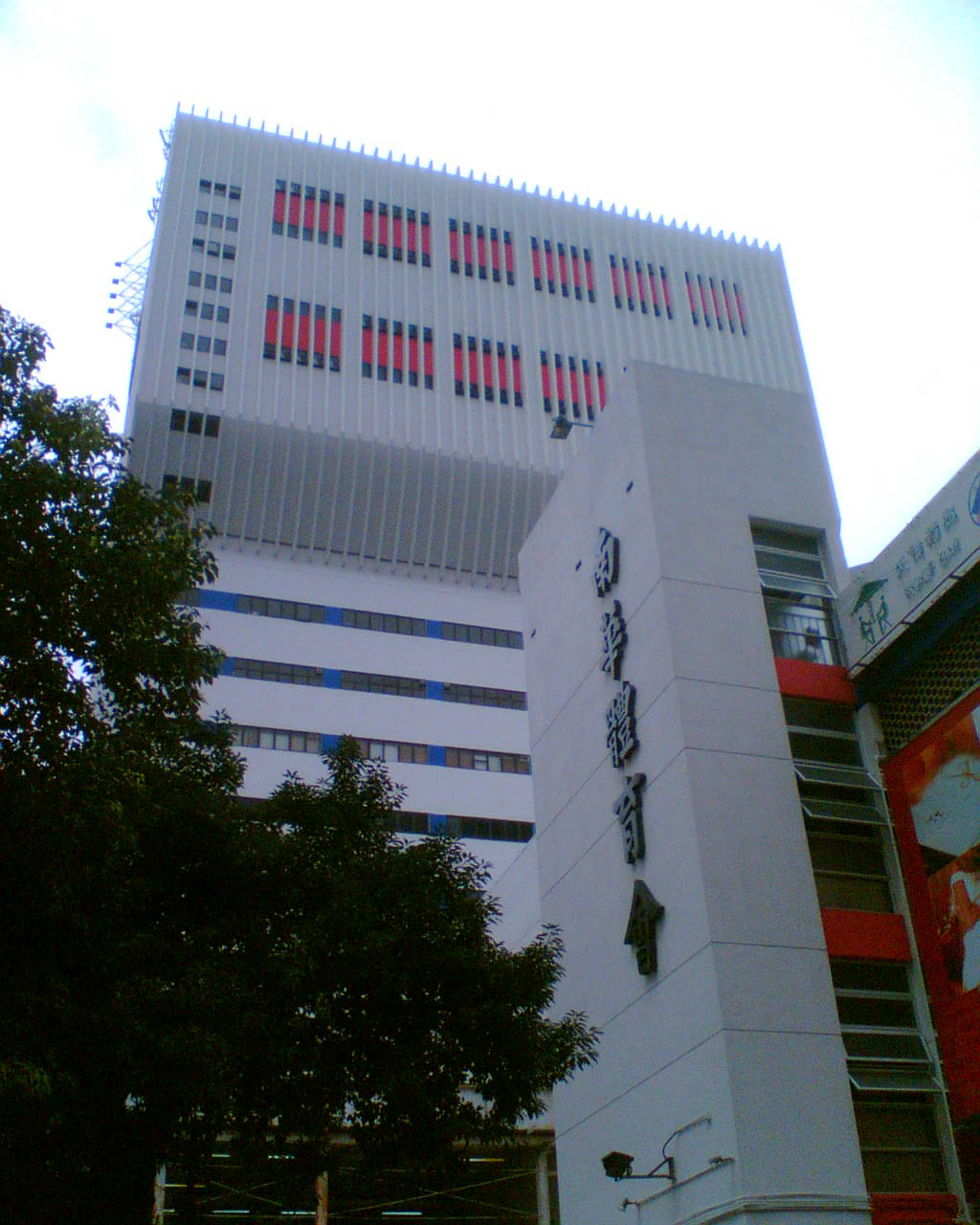
ساختمان خانه باشگاه در کارولین هیل.

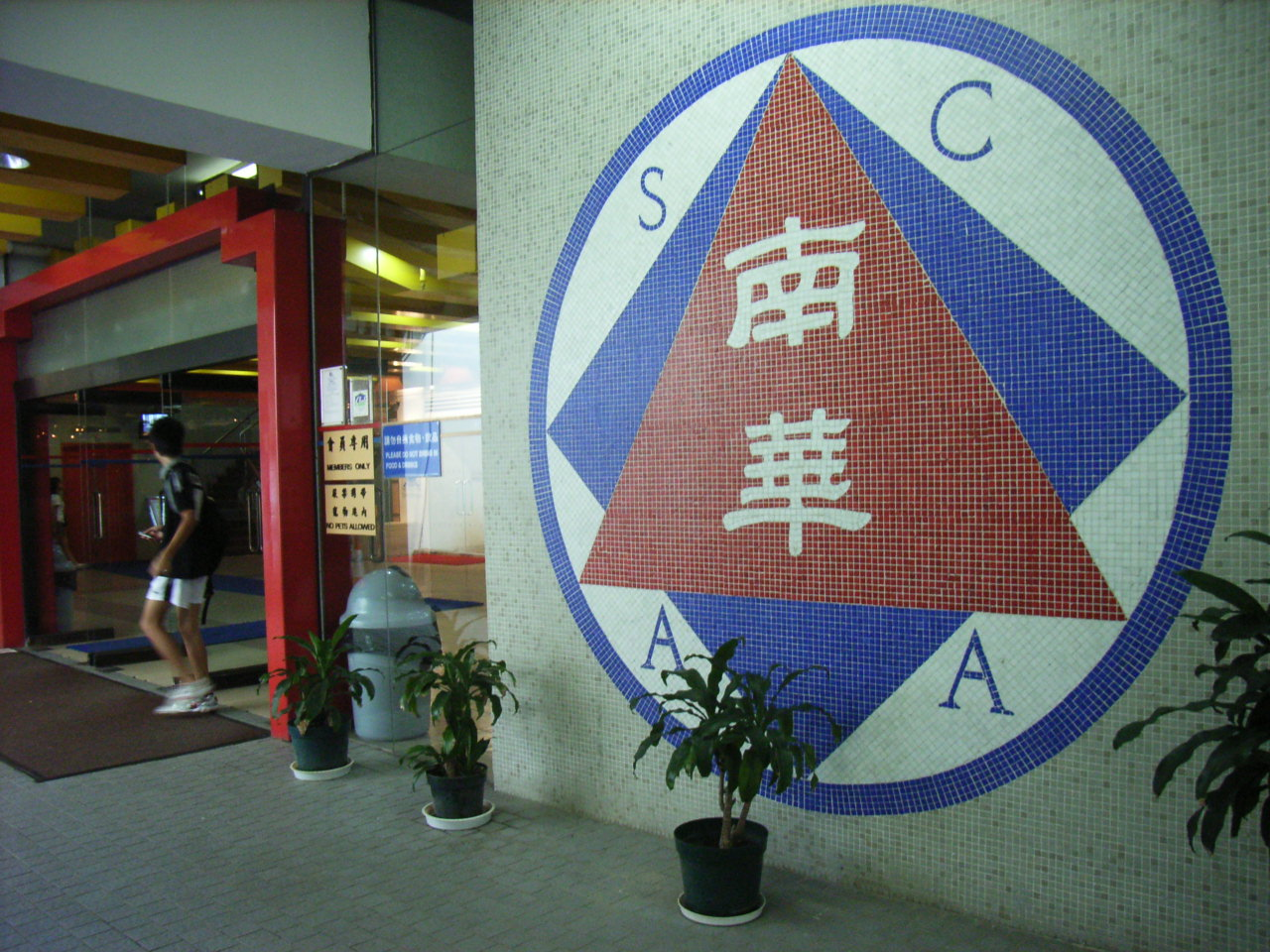
ورودی باشگاه در کارولین هیل.

تیم فوتبال چینی‌ها در سال ۱۹۰۴ توسط یک گروه از دانشجویان چینی در هنگ کنگ تأسیس شد.
دو بازیکنی هستند که در تأسیس باشگاه شرکت داشتند ماک زینگ (چینی: 莫慶) و تانگ فوک چونگ (چینی: 唐福祥، کاپیتان تیم ملی فوتبال چین در دهه ۱۹۱۰).
باشگاه در سال ۱۹۱۰ به «باشگاه فوتبال جنوب چین» تغییر نام داد.

## افتخارات

### داخلی
این باشگاه موفق به کسب افتخارات زیر در هنگ کنگ شده‌است:
- لیگ دسته یک هنگ کنگ:
۴۰ قهرمانی (رکورد دار قهرمانی در لیگ برتر هنگ کنگ)
- چلنج شیلد:
۳۱ قهرمانی (رکورد دار قهرمانی در جام حذفی هنگ کنگ)
- اف‌ای کاپ:
۱۰ قهرمانی در جام اتحادیه
- جام لیگ هنگ کنگ:
۳ بار قهرمانی

## عملکرد در مسابقات AFC
- جام قهرمانی آسیا: ۷ حضور

۱۹۸۶: دوره دوم (گروه C)
۱۹۸۷: دور مقدماتی (باخت به یومیاوری اف‌سی ۰–۳ در مجموع)
۸۹–۱۹۸۸: دور مقدماتی (گروه ۶)
۱۹۹۱: دوره دوم – شرق آسیا (باخت به یومیاوری اف‌سی ۲–۳ در مجموع)
۹۸–۱۹۹۷: دوره دوم – شرق آسیا (باخت به دالیان هایچانگ ۱–۶ در مجموع)
۰۲–۲۰۰۱: دوره دوم – شرق آسیا (باخت به جوبیلو ایواتا ۲–۶ در مجموع)
۰۳–۲۰۰۲: دوره سوم – مقدماتی منطقه شرق آسیا (باخت به شیمیزو اس-پالس ۳–۸ در مجموع)
- جام برندگان جام آسیا: ۱ حضور

۹۴–۱۹۹۳: نایب قهرمان
- ای‌اف‌سی کاپ: ۷ حضور

۲۰۰۸: مرحله گروهی (گروه D)
۲۰۰۹: نیمه نهایی (باخت به الکویت ۱–۳ در مجموع)
۲۰۱۰: یک شانزدهم (باخت به الرفاع ۱–۳ در مجموع)
۲۰۱۱: مرحله گروهی (گروه H)
۲۰۱۴: مرحله گروهی (گروه G)
۲۰۱۵: یک چهارم نهایی (باخت به جوهور دارالتعظیم ۲–۴ در مجموع)
۲۰۱۶: یک چهارم نهایی

## بازیکن‌ها

### تیم اول
| شماره |          | پست       | بازیکن                |
| ----- | -------- | --------- | --------------------- |
| 1     | هنگ کنگ  | دروازه‌بان | Leung Hing Kit        |
| 10    | برزیل    | هافبک     | لویز کارلوسFP         |
| 12    | اکوادور  | دروازه‌بان | کریستین موراFP        |
| 33    | اکوادور  | مهاجم     | فلیکس بورجاFP         |
| 22    | صربستان  | مدافع     | Bojan MališićFP       |
| 38    | استرالیا | مهاجم     | Ryan GriffithsFP      |
| 15    | هنگ کنگ  | مدافع     | Chan Wai Ho (کاپیتان) |
| 99    | هنگ کنگ  | دروازه‌بان | Tsang Man Fai         |
| 6     | هنگ کنگ  | مدافع     | Andy Russell          |

| شماره |         | پست   | بازیکن          |
| ----- | ------- | ----- | --------------- |
| 16    | هنگ کنگ | هافبک | Chan Siu Kwan   |
| 17    | هنگ کنگ | هافبک | Leung Chun Pong |
| 27    | هنگ کنگ | هافبک | Lai Yiu Cheong  |
| 90    | هنگ کنگ | مهاجم | Lam Hok Hei     |
| 30    | هنگ کنگ | هافبک | Chu Siu Kei     |
| 19    | هنگ کنگ | مهاجم | Chan Man Fai    |
| 13    | هنگ کنگ | مدافع | Cheung Kin Fung |
| 76    | هنگ کنگ | مدافع | Cheung Chi Yung |
| 23    | هنگ کنگ | مدافع | Che Runqiu      |

تبصره:

FP این بازیکن‌ها به عنوان بازیکن خارجی در مسابقات فوتبال داخلی هنگ کنگ هستند.